# Four Wheeler
Four Wheeler es una revista estadounidense dedicada al tema de los vehículos 4x4, los todoterrenos y los SUV. Convertida en la publicación decana en su campo, el primer número se publicó en febrero de 1962, por lo que en 2012 celebró su 50 aniversario. La revista incluye información sobre evaluaciones de vehículos nuevos; proyectos de vehículos; aspectos técnicos de la modificación de un vehículo; pruebas de productos; equipos y máquinas para exteriores; espectáculos y competiciones de 4x4; y viajes y aventuras.
La revista es una publicación mensual de la compañía Motor Trend Group, que tiene su sede en El Segundo (Condado de Los Ángeles, California).

## Vehículo 4x4 del año y pickup del año
Anualmente, Four Wheeler otorga dos prestigiosos premios a los fabricantes de nuevos automóviles 4x4: Four Wheeler of the Year y Pickup Truck of the Year. Los vehículos se evalúan en categorías tales como desempeño todoterreno, desempeño en carretera, datos mecánicos y empíricos, interior y exterior. La competición generalmente se lleva a cabo en el sur de California, cubre alrededor de 1000 millas dentro y fuera de la carretera, y los vehículos son calificados por jueces experimentados.
Hasta 2020, cuando Jeep ganó tanto el SUV del año como el pickup del año, ningún fabricante había ganado tanto el SUV del año como el pickup del año en la misma edición.
Los destinatarios de los premios han sido:
Four Wheeler/SUV del Año
- 2021 GMC Yukon AT4
- 2020 Jeep Wrangler Rubicon EcoDiesel
- 2019 Jeep Wrangler Rubicon
- 2018 Land Rover Discovery
- 2017 Jeep Grand Cherokee Trailhawk
- 2016 Land Rover Range Rover Sport SVR
- 2015 Jeep Cherokee Trailhawk
- 2014 Land Rover Range Rover Sport
- 2013 Jeep Wrangler Moab JK
- 2012 Jeep Wrangler Rubicon JK
- 2011 Jeep Grand Cherokee Overland WK2
- 2010 Toyota 4Runner Trail
- 2009 Nissan Xterra Off-Road
- 2008 Hummer H3 Alpha
- 2007 Jeep Wrangler Rubicon JK
- 2006 Toyota Land Cruiser
- 2005 Volkswagen Touareg V-10 TDI
- 2004 Lexus GX470 (w/Kinetic Dynamic Suspension System)
- 2003 Lexus GX470
- 2002 Jeep Grand Cherokee Overland WJ
- 2001 Nissan Pathfinder
- 2000 Chevrolet Tahoe Z71
- 1999 Jeep Grand Cherokee WJ
- 1998 Dodge Durango
- 1997 Jeep Cherokee XJ
- 1996 Jeep Grand Cherokee ZJ
- 1995 Land Rover Discovery
- 1994 Land Rover Defender 90
- 1993 Jeep Grand Cherokee ZJ
- 1992 Chevrolet K1500 Blazer
- 1991 Ford Explorer two-door
- 1990 Ford Explorer
- 1989 Range Rover
- 1988 Chevrolet K1500
- 1987 Nissan Pathfinder
- 1986 Jeep Comanche
- 1985 Toyota SR5
- 1984 Jeep Cherokee XJ
- 1983 Chevrolet S-Blazer
- 1982 Dodge Power Ram 50
- 1981 Toyota SR5
- 1980 Ford Bronco
- 1979 Chevrolet LUV
- 1978 Ford Bronco
- 1977 Dodge Macho Power Wagon
- 1976 International Harvester Traveler
- 1975 Chevrolet Blazer
- 1974 Jeep Cherokee

Pickup del Año
- 2021 Ram 1500 TRX
- 2020 Jeep Gladiator
- 2019 Ram 1500 Rebel
- 2018 Chevy Colorado ZR2
- 2017 Ford F-150 Raptor
- 2016 Ram 1500 Rebel
- 2015 Ram Power Wagon
- 2014 Chevrolet Silverado 1500 Z71
- 2013 Ram 1500 Outdoorsman
- 2012 Ram Power Wagon
- 2011 Ford F-150 SVT Raptor 6.2L
- 2010 Ram Power Wagon
- 2009 Hummer H3T
- 2008 Ford Super Duty FX4
- 2007 Chevrolet Avalanche Z71
- 2006 Dodge Ram TRX4
- 2005 Dodge Ram Power Wagon
- 2004 Nissan Titan
- 2003 GMC Sierra Quadrasteer
- 2002 Dodge Ram Quad Cab
- 2001 Toyota Tacoma Double Cab TRD
- 2000 Dodge Dakota Quad Cab
- 1999 Chevrolet Silverado Z71
- 1998 Toyota Tacoma XtraCab TRD
- 1997 Dodge Dakota Club Cab
- 1996 Toyota Tacoma XtraCab
- 1995 Ford F-250 SuperCab Power Stroke
- 1994 Chevrolet S-10 ZR2
- 1993 Ford Ranger SuperCab
- 1992 Dodge Dakota Club Cab
- 1991 GMC K2500 HD
- 1990 Mitsubishi Mighty Max

## Publicaciones
- Four Wheeler Chassis & Suspension Handbook (2004) (ISBN 9780760318157)